# みやばらしほ
みやばら しほ（12月28日 - ）は、日本の女性声優、女優、歌手、イラストレーター。岩手県出身、神奈川県鎌倉市在住。以前はプロダクション・エースに預かり所属していた。
各作品についてはかつて宮原志穂、一部の歌手・声優作品は加藤志穂としても発表・出演しており、またイラスト作品は鳳野駿河（ほうの するが）名で発表していたが、プロダクション・エースへの所属を機に名称をみやばらしほに統一した。

## 出演作品

### 俳優作品
- 佐々木夫妻の仁義なき戦い（テレビドラマ）
- 20世紀少年（映画）
- 私は貝になりたい（映画）
- 青二塾卒業公演「明日への輝き」、「短い歌」、「火の鳥」
- ハンチョウ2 第6話（テレビドラマ）「婦人警察官」
- もやしもん（テレビドラマ）「農志会」「主婦」
- キリンラガービール（テレビCM）
- 逃亡弁護士（テレビドラマ）
- ナサケの女（テレビドラマ）「恩田麗奈」
- NTT西日本フレッツ光YES/NO（新生活）篇（テレビCM）
- NTTドコモ上京篇（テレビCM）
- 屋上のあるアパート（テレビドラマ）
- 青嵐〜幕末黎明伝〜（舞台公演）「おひさ」
- THROUGH LIVES（短編映画）
- ステキな金縛り（映画）「女子学生」
- エセ肉食女の恋愛事情（BeeTVドラマ）
- NHKスペシャル 未解決事件 file.01 グリコ・森永事件
- この世界の片隅に（テレビドラマ）
- 九州通信ネットワークBBIQ（テレビCM）
- 原石Club Vol.5 シャバダバダ!（舞台公演）コント、ダンスなど多数
- 牙狼-GARO
- 山村美紗サスペンス 赤い霊柩車シリーズ28（テレビドラマ）
- 見えない人たち（舞台公演）「菜摘」「山田」ほか
- 暁にいざよいて〜伝承 里見八犬伝〜（舞台公演）「すずめ」
- 100の資格を持つ女〜ふたりのバツイチ殺人捜査〜6（テレビドラマ）
- ゴーストママ捜査線〜僕とママの不思議な100日〜（テレビドラマ）
- 眠れる森の熟女（テレビドラマ）
- あさイチ〜あなたならどうする? 家族の延命治療（情報番組）「宮崎詩子」
- シングルマザーズ（テレビドラマ）

### 声優作品
- CATラジオ（ゲスト出演）
- 仙台電子専門学校（声サンプル提供）
- トステムビバ（アナウンス）
- 岩手トヨタ（CMナレーション）
- NTT東日本フレッツ光（CMナレーション）
- 鶯宿 森の風（CMナレーション）
- パチンコスロットワールド（CMナレーション、イメージキャラクター）「パチ子」
- 深谷政光氏決起集会（MC）
- 春よ恋、ラジオ祭りでアップデート（IBCラジオナレーション）
- アタックチャンス（IBCラジオナレーション）
- 星子のスターダストメモリー
- ハバネロたんハウス（PCゲーム）「ハバネロ姐さん」
- ブルーフォース（ドラマCD）「ダリア」
- 輝きの川（アニメ映画）「小魚（チビトラ）」
- 鎌倉銭湯寄席（MC）
- 本牧亭、お江戸上野広小路亭寄席（講談）
- 鎌倉朗読会（語り）
- コナミ ゼクトバッハ叙事詩 〜Blind Justice〜（ドラマCD）
- ちいさな灯り（アニメ映画）「ネラ」、「お母さん」
- 原石Club Vol.5 シャバダバダ！（舞台公演）場内アナウンス、ナレーション
- よちころナイトver.10（ラジオ公開収録ライブ）ラジオストーリー「アイドルが好き」
- ロー&オーダー シーズン16（海外ドラマ）#13「フィンスター」「ユーニス」
- MUSIC LIVE A Vol.16（MC）

### 歌手作品
- MOSS（CMテーマソング）
- 岩手トヨタ（CMテーマソング）
- Ca（音楽CD）
- ハバネロたんハウス音楽集（音楽CD）
- etude（音楽CD、kuuφkai）
- コナミ ゼクトバッハ叙事詩 〜Blind Justice〜 「浄化の祈り」（合唱）

### イラストレーター作品
- Vivitto（雑誌掲載）

### その他出場等
- 坂東栄美の会（日本舞踊）
- 岩手県中学校選抜合唱コンクール
- 盛岡白百合学園 学園祭ライブ（バンド名：KIO’S）
- 20ミュージックフェスティバル
- IBC主催 高校生カラオケ大会
- 錦水流詩吟会 平成23年度昇段審査会 無段の部 第一位
- ボーカルライブ LIVE COLORS 01
- 錦水流詩吟会 平成24年度昇段審査会 初段の部 第一位